# Charles Henry Tyler Townsend
Pour les articles homonymes, voir Charles Townsend.
Charles Henry Tyler Townsend est un entomologiste américain, né le 5 décembre 1863 à Oberlin en Ohio et mort le 17 mars 1944 à Itaquaquecetuba près de São Paulo.

## Biographie
Il est le fils de Nathan Haskin Townsend et d’Helen Jeannette née Tyler. Il commence ses études à l’école supérieure du Michigan et comme des études de médecine en 1887 au Columbia College de Caroline du Sud tout en travaillant pour l’entomologiste Charles Valentine Riley (1843-1895) comme assistant. Il se marie avec Caroline W. Hess le 10 septembre 1889 dont il aura trois enfants.
Il est professeur de zoologie, d’entomologie et de physiologie à l’école d’agriculture du Nouveau-Mexique à Las Cruces de 1891 à 1893. En 1893 et pour une année, il échange sa fonction avec celle de Theodore Dru Alison Cockerell (1866-1948) et il devient le conservateur du Muséum de la Jamaïque à Kingston. Il travaille comme entomologiste pour le compte du ministère de l’agriculture américaine de 1894 à 1898.
Townsend retourne à Las Cruces où il travaille dans la station expérimentale d’agriculture en 1898-1899. Sa femme décède en décembre 1901. Il enseigne aux Philippines de 1904 à 1906. De 1907 à 1909, il est expert du bombyx disparate ou spongieuse (Lymantria dispar (Linnaeus, 1758)) auprès du ministère de l’agriculture américain.
Il obtient son Bachelor of Sciences en 1908 et son Ph. D. en 1914 de l’université George Washington. Il se remarie le 1er juin 1908 avec Margaret C. Dyer dont il aura quatre enfants. En 1909, il devient le directeur de la station expérimentale du Pérou, fonction qu’il conserve quatre ans. En 1913, il travaille au sein du laboratoire de recherche sur le bombyx disparate de Melrose Highlands dans le Massachusetts. Il succède à Daniel William Coquillet (1856-1911) comme taxinomiste dans le service d’entomologie national.
En 1919, commence une période de dix ans où Townsend va principalement travailler en Amérique du Sud, au Pérou et au Brésil. En 1929, il fonde une maison d’édition à São Paulo.
Il est l’auteur de plus de 1 000 articles dont 522 en entomologie, principalement sur les diptères. Il est l’auteur de près de 3 000 nouvelles espèces et 1 491 nouveaux genres.